# Аренберг, Юхан Якоб
Юхан Якоб Аренберг (швед. Johan Jacob Ahrenberg; 30 апреля 1847[…], Выборг — 10 октября 1914, Гельсингфорс) — финский архитектор и писатель шведского происхождения, работавший в Российской империи.

## Биография
Родился 30 апреля 1847 года в Выборге в семье шведского происхождения. Окончил Академию свободных искусств в Стокгольме, затем учился в Париже, Венеции и Флоренции.
В 1885—1886 годах занимал пост губернского архитектора родного города Выборга. Занимался общественной деятельностью: на Всемирной выставке 1878 года возглавлял представительство Великого княжества Финляндского. Написал более 20 книг на шведском языке. Награждён серебряной медалью Петербургской Академии художеств.
Аренберг проектировал школы и больницы, учреждения и жилые дома, церкви и санатории в городах Финляндии, Швеции, России. Ранние работы подражают творчеству итальянских зодчих XVI века. В Выборге примечательна застройка кварталов в районе перекрёстка Крепостной и Советской улиц, включающая спроектированные Аренбергом дом губернатора, классический и реальный лицеи и почтамт.

## Творчество
| Город        | Объект                                | Фото | Год       | Адрес                          | Комментарии |
| ------------ | ------------------------------------- | ---- | --------- | ------------------------------ | --- |
| Улеаборг     | Губернское правление                  |      | 1887      |                                | совместно с Людвигом Линдквистом |
| Або          | Дом архиепископа                      |      | 1888      | Piispankatu, 24                | совместно с Себастьяном Грипенбергом и Людвигом Линдквистом |
| Котка        | Дачный дом императора                 |      | 1889      | Лангинкоски                    | совместно с Себастьяном Грипенбергом |
| Лаппеэнранта | Здания драгунских казарм              |      | 1889—1893 |                                | совместно с Себастьяном Грипенбергом |
| Таммерфорс   | Здание финского лицея                 |      | 1890      |                                | |
| Выборг       | Дом губернатора                       |      | 1891      | Крепостная улица, 35           | |
| Ханко        | Лютеранский собор                     |      | 1892      |                                | В результате военных действий с 1939 по 1944 год церковь получила значительные повреждения и была перестроена в начале 1950-х годов по проекту Бертеля Лильеквиста. При этом был утрачен её первоначальный неоготический облик конца XIX века. |
| Выборг       | Корпус Выборгской губернской больницы |      | 1893      | Ленинградское шоссе, 26        | |
| Кексгольм    | Всехсвятская церковь                  |      | 1894      |                                | с 1990 года — подворье Валаамского монастыря |
| Каяани       | Лютеранский собор                     |      | 1897      |                                | |
| Нюслот       | Здание казино                         |      | 1896      |                                | |
| Выборг       | Здание финского реального лицея       |      | 1896      | Советская улица, 9             | |
| Кристинестад | Новая лютеранская церковь             |      | 1897      |                                | |
| Вааса        | Здание лицея                          |      | 1898      | Vaasanpuistikko                | |
| Хамина       | Школа офицеров запаса                 |      | 1898      |                                | |
| Улеаборг     | Женский лицей                         |      | 1901      | Kirkkokatu, 1                  | |
| Хейнола      | Здание семинарии                      |      | 1901      |                                | совместно с Себастьяном Грипенберго |
| Гельсингфорс | Здание почты                          |      | 1903      |                                | в настоящее время — Музей денег |
| Гельсингфорс | Резиденция премьер-министра           |      | 1904      | Кесяранта                      | |
| Каяани       | Здание семинарии                      |      | 1905      |                                | 16 февраля 1929 года главное здание было разрушено в результате пожара. Новое здание построено по проекту Ялмара Оберга весной 1930 года. |
| Гельсингфорс | Здание лицея                          |      | 1905      | Ratakatu 6                     | |
| Выборг       | Финская женская гимназия              |      | 1906      | Школьная пл., 2                | |
| Гельсингфорс | Синагога Хельсинки                    |      | 1906      | Malminkatu                     | |
| Гельсингфорс | Президентский дворец                  |      | 1907      | Mariankatu, 2                  | зал приёмов и круглый зал |
| Сортавала    | Женская гимназия                      |      | 1911      |                                | ныне филиал Петрозаводского университета |
| Раахе        | Здание школы                          |      | 1912      |                                | |
| Выборг       | Здание почты                          |      | 1914      | Советская, 14 / Крепостная, 30 | |